# Cerobertinella
Cerobertinella es un género de foraminífero bentónico de la subfamilia Ceratobulimininae, de la familia Ceratobuliminidae, de la superfamilia Ceratobuliminoidea, del suborden Robertinina y del orden Robertinida. Su especie tipo es Cerobertinella dossoriensis. Su rango cronoestratigráfico abarca desde el Aptiense hasta el Albiense (Cretácico inferior).

## Clasificación
Cerobertinella incluye a las siguientes especies:
- Cerobertinella dossoriensis †
- Cerobertinella subhercynica †